# Onychogalea
Onychogalea är ett släkte i familjen kängurudjur som lever i Australien. De kännetecknas av ett utskott vid svansens spets som påminner om en spik. I släktet finns två levande arter och en utdöd art.

## Utseende
Arterna har en grå till rödbrun päls på ovansidan med svarta och vita strimmor vid skuldran. Undersidan är ljusare till vitaktig och många individer har en ljusare strimma vid höften. Med en vikt mellan 4 och 9 kilogram är de medelstora kängurudjur. De når en kroppslängd (huvud och bål) mellan 43 och 70 cm samt en svanslängd av 36 till 73 cm. Det beskrivna utskottet är ofta gömt i pälsen och används när djuret hoppar.

## Ekologi
Dessa djur är aktiva på natten och lever vanligen ensamma. Deras habitat utgörs av skogar och savanner. Vid de sistnämnda uppsöker de buskar för att sova i deras skydd. De äter huvudsakligen gräs men även rötter. Per kull föds vanligen en unge. Med människans vård kan individerna leva något över sju år.

## Arterna
Enligt Wilson & Reeder (2005) och IUCN utgörs släktet av tre arter.
- Tygelvallaby (Onychogalea fraenata) förekom tidigare i Australiens östra delar. Populationen minskade tydlig på grund av habitatets omvandling till betesmark för boskapsdjur. Mellan 1937 och 1973 iakttogs inga individer och arten listades redan som utdöd. 1973 hittades några individer i Queensland och där inrättades en nationalpark. Idag finns de bara i skyddsområdet som är 115 km² stor. Arten avlas i djurparker och det är tänkt återinföra den i andra regioner. IUCN listar arten som starkt hotad.
- Nagelsvansad vallaby (Onychogalea lunata) är utdöd. Den levde i centrala Australien och iakttogs för sista gången under 1960-talet.
- Onychogalea unguifera har idag den största populationen. Den finns i hela norra Australien.